# Conjunt finit
En matemàtiques, un conjunt finit és un conjunt el nombre d'elements del qual és un nombre natural (és finit).
Formalment es diu que un conjunt A és finit si existeix una bijecció entre A i el conjunt {1, 2, ..., n} dels n primers nombres naturals. Aquest nombre n que denota el nombre d'elements del conjunt s'anomena cardinalitat del conjunt finit. La cardinalitat d'un conjunt A es denota amb la notació card(A), #A o bé | A |.
El conjunt buit també és considerat finit, i la seva cardinalitat és zero.
Quan un conjunt és finit, com que té un nombre finit d'elements, es pot denotar escrivint explícitament cadascun d'aquests entre claus {,}.
Per exemple, el conjunt de tots els nombres naturals senars més petits que divuit (18) és:
{1, 3, 5, 7, 9, 11, 13, 15, 17}